# 小杜丽
《小杜麗》（Little Dorrit）是英國作家狄更斯的长篇小说作品，發表於1855年—1857年。故事可分為上下兩部，上部內容寫威廉·杜麗全家老少因無力償還債務而先後被終身監禁於位於倫敦橋和喬治教堂南大街的中段的馬夏爾西監獄（Marshalea Prison），她的父親被稱為馬夏西之父，她遇到了同為獄友的海吉格醫生，下半部內容則寫小杜麗家變有錢之後。這部小說極具灰暗色彩，故事中的“繁榮”代表的本質就是邪惡，諷刺英國官僚機制“什麼事都不做”的麻木不仁。 